# Rosario Livatino
Rosario Angelo Livatino (Canicatti, 3 oktober 1952 – Agrigento, 21 september 1990) was een Italiaans magistraat doodgeschoten door de maffia in Sicilië. Voor de Roomse Kerk is hij een zalige.

## Levensloop
Livatino groeide op in Canicatti op Sicilië. Livatino was een zoon van Vincenzo Livatino, belastingambtenaar, en Rosalia Corbo. In 1975 studeerde Livatino af als jurist aan de universiteit van Palermo. Van 1979 tot 1989 was hij substituut-procureur van de Republiek in Agrigento, Sicilië. De onderzoekszaken hielden verband met georganiseerde misdaad en maffiazaken in de brede zin van het woord. Livatino kreeg landelijke bekendheid toen hij met collega’s voor het eerst een minister aan een ondervraging onderwierp. 
In 1989 werd hij plaatsvervangend rechter bij de rechtbank van Agrigento. Op een ochtend in september 1990 schoten vier maffiosi hem dood in een hinderlaag. Dit gebeurde aan de Strada Statale of Rijksweg 640 Agrigento-Caltanissetta. Livatino reed naar zijn werk in Agrigento. Hij had geen lijfwachten.

## Na zijn dood

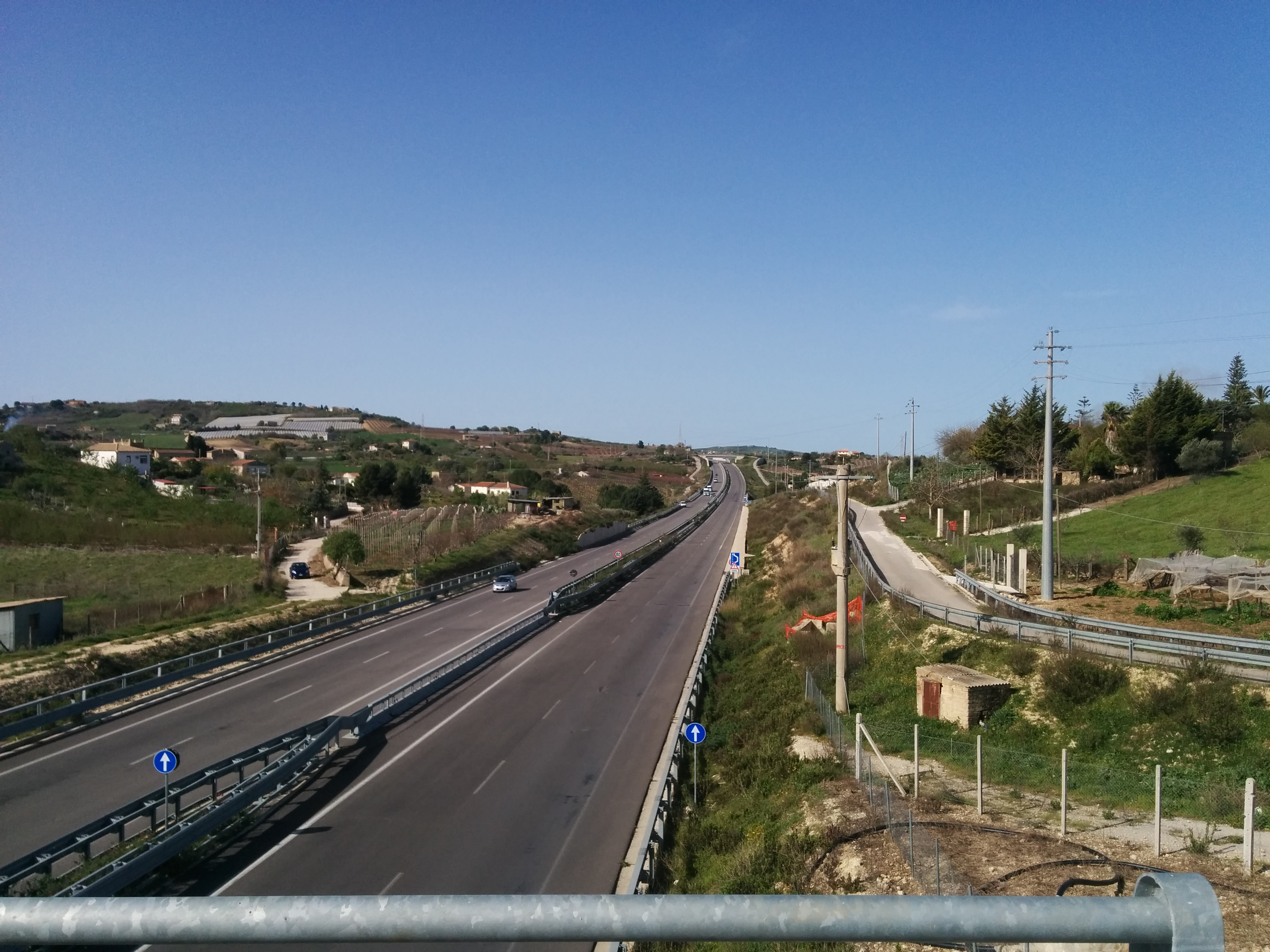
Rijksweg 640 waar de moord op rechter Rosario Livatino plaats vond

### Media
De moord schokte heel Italië. De omstandigheden van de hinderlaag en de maffiapraktijken in Sicilië waren de thema’s in de pers. Ook de ouders van Livatino hadden te maken met veel persbelangstelling. In de Italiaanse pers werd Livatino omschreven als de ‘kind-rechter’ of ‘guidice ragazzino’ omwille van zijn jong uiterlijk op persfoto’s.
Twee films werden over zijn leven gemaakt. Een had als titel zijn bijnaam Il giudice ragazzino en werd verfilmd in 1994 door Alessandro Di Robilant. De tweede film is Testimone a rischio uit 1997 geregisseerd door Pasquale Pozzessere; de film behandelt het gevaarlijke leven van een ooggetuige van de moord. Het ging om Pietro Ivano Nava. Van beide films bestaan er ook boeken.

### Processen
De beschuldigen waren Paolo Amico, Domenico Pace, Gaetano Puzzangaro, Salvatore Calafato en Gianmarco Avarrello, vijf mannen dus, voor de uitvoering van de moord. Zij vormden een aparte cel van de Siciliaanse maffia: de Stidda uit Agrigento. Als opdrachtgevers van de moord werden Antonio Gallea, Salvatore Parla, Croce Benvenuto en Giovanni Calafato aangeklaagd. Er vonden drie processen na elkaar plaats: het moordcommando en hun maffiabazen verweerden zich. De gerechtelijke politie zocht met alle middelen naar maffiabazen die wilden praten met het gerecht. Van in het begin was het onduidelijk waarom Livatino de maffia in de weg stond. Een getuige vertelde aan het gerecht dat Livatino’s katholieke geloofspraktijk (Livatino ging wekelijks naar de mis) hen een doorn in het oog was.
Het eerste proces, door journalisten genoemd Livatino uno, liep van 1991 tot 1992. De veroordeelden gingen nadien in beroep. Het tweede proces, Livatino bis, liep van 1993 tot 1995, met bevestiging van zware celstraffen.Er kwam een derde proces door maffiosi die overliepen naar het gerecht: Livatino ter. Dit proces liep van 1997 tot 1999 en kreeg een vervolg voor het Hof van Cassatie in Rome (2001). De ouders van Livatino stelden zich geen burgerlijke partij meer, in tegenstelling tot Livatino uno en Livatino bis. In het finaal proces werd duidelijk wat de beweegreden van de moord was. De maffia in Zuid-Sicilië vreesde dat rechter Livatino gunstig zou spreken over hun aartsrivalen: de Cosa nostra in Napels. Deze bewering was evenwel foutief. Alle betrokkenen kregen finaal tientallen jaren gevangenisstraf; diegenen die meegewerkt hadden met het gerecht, kregen minder.

### Zaligverklaring
Paus Johannes Paulus II kwam tijdens bezoeken aan Sicilië terug op het motief van de moord op Livatino. Voor hem was het meer dan een moord op een integere magistraat. Het was een haatmisdaad tegen een rooms-katholieke man omwille van zijn geloof. In scherpe bewoordingen veroordeelde hij de maffiapraktijken. Hij eiste dat een procedure tot zaligverklaring werd opgestart.
Paus Franciscus aanvaardde in 2020 de zaligverklaring. Op 9 mei 2021 verklaarde kardinaal Marcello Semeraro, hoofd van de Congregatie voor de Heilig- en Zaligsprekingsprocessen, rechter Livatino zalig.